# Castle Mountains National Monument
Le monument national des Castle Mountains (en anglais, Castle Mountains National Monument) est un monument national américain désigné comme tel par le président des États-Unis Barack Obama le 12 février 2016. Situé à l'est du désert Mojave, il protège 84 km² de terres désertiques et une partie des Castle Mountains, dans le comté de San Bernardino, en Californie.

## Description
Le monument national de Castle Mountains est entouré sur trois côtés par la Mojave National Preserve. Il protège une partie des Castle Mountains.

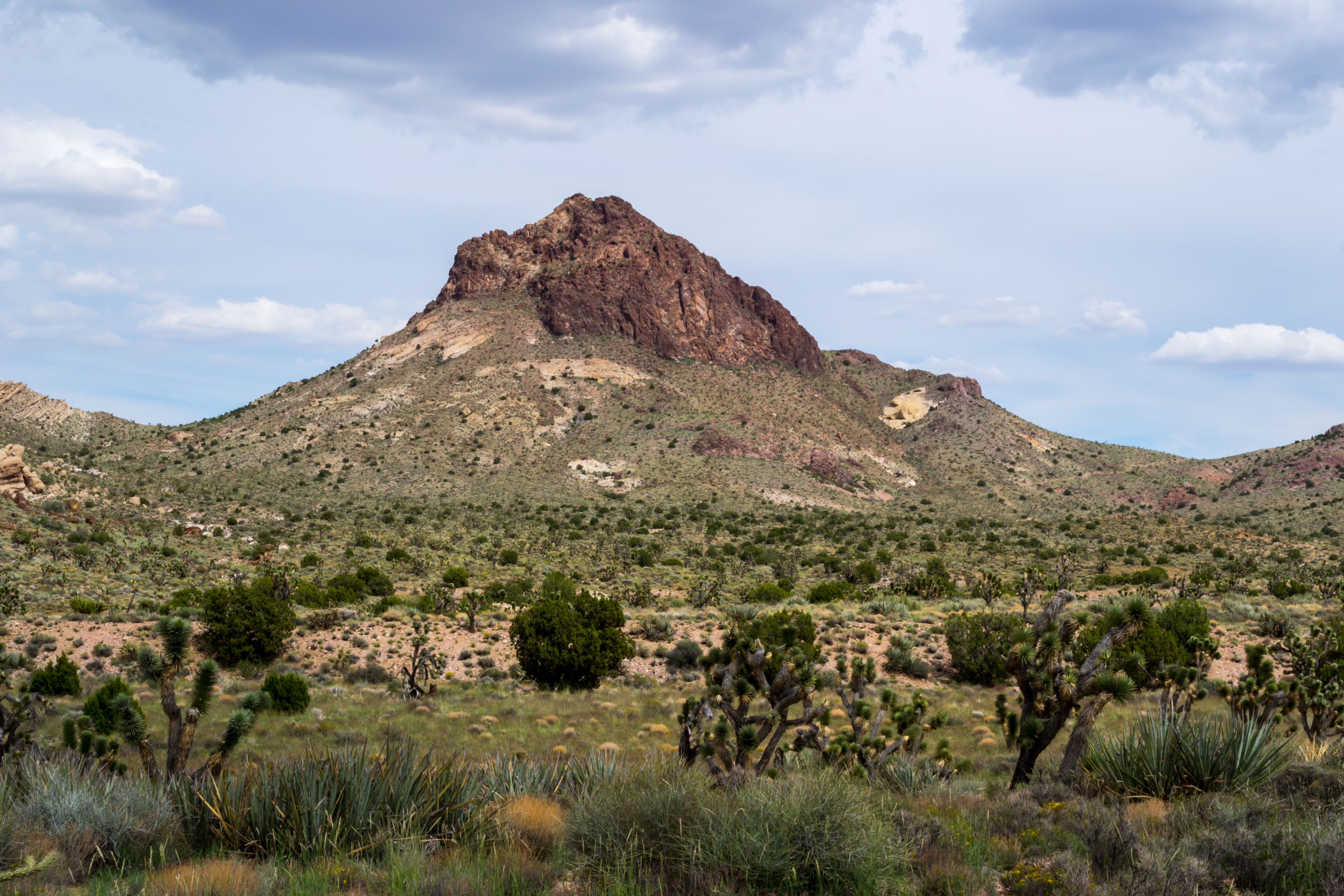
Hart Peak